# Wolica-Kolonia (powiat janowski)

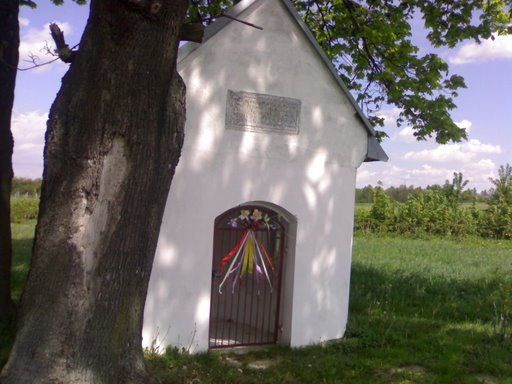
Zabytkowa kapliczka Na tablicy wotum:
„NA CHWAŁĘ BOGU, LUDZIOM DLA PAMIĘCI 1864 ZBUDOWAŁ JAN IWANOWSKI. W 1887 PODŁUG OSTATNIEJ WOLI Ś.P. WALENTEGO FLISA Z WOLICY ODRESTAUROWAŁA MARIANNA FLISOWA WDOWA”.

Wolica-Kolonia – kolonia w Polsce położona w województwie lubelskim, w powiecie janowskim, w gminie Modliborzyce.
W latach 1975–1998 miejscowość administracyjnie należała do województwa tarnobrzeskiego.
Miejscowa ludność wyznania katolickiego przynależy do Parafii św. Stanisława w Modliborzycach.
Ogólnie wieś nie jest skupiona w jedną całość, można wyróżnić podział na 3 części. Jedna leżąca bliżej Wolicy Pierwszej, druga obok Wolicy Drugiej i trzecia nieopodal Kolonii Zamek. Między dwoma pierwszymi rozciąga się Błonie, i przepływa rzeka Sanna.

## Części wsi
| SIMC    | Nazwa    | Rodzaj        |
| ------- | -------- | ------------- |
| 0799960 | Folwark  | część kolonii |
| 0799977 | Kopaniny | część kolonii |

Wolica-Folwark – powstała podobnie jak cała Kolonia w wyniku parcelacji ziemi folwarcznej w 1905 r.

## Historia
Powstała w 1905 r. wskutek parcelacji gruntów folwarcznych należących do rodziny Starnawskich. W XIX w. z folwarku Wolica wydzielono folwark Helenów. Oba powstałe folwarki zostały rozparcelowane między chłopów z okolicznych wsi. Działki były wielkości 6 mórg i kosztowały 100 rubli. Osadnicy utworzyli kilka kolonii skupionych nad brzegiem Sanny. Wyjątkiem była tzw. Wolica Folwark położona daleko na polach.
W II połowie XIX w. właścicielem folwarku byli Solmanowie. Areał gruntów wynosił 1607 mórg i było około 12 budowli i młyn.
Według spisu powszechnego z 1921 r. Kolonia liczyła 39 domów i 242 mieszkańców. Podczas II wojny światowej wieś była silnym ośrodkiem partyzanckim.